# Proeulagus
Proeulagus Gureev, 1964 è un sottogenere del genere Lepus, comprendente tutte le specie conosciute col nome comune collettivo di lepri.
Al sottogenere vengono ascritte generalmente 8 specie di dimensioni medio-grandi (fino ad oltre 60 cm), caratterizzati da grossa testa ed aspetto massiccio, con collo corto e tozzo e grandi orecchie.

## Tassonomia
La classificazione del sottogenere, estratta dall'Integrated Tassonomic Information System, è la seguente:
Ordine Lagomorfi
- Famiglia Leporidae
  - Genere Lepus
    - Sottogenere Proeulagus
      - Lepus californicus - lepre a coda nera
      - Lepus callotis - lepre dai fianchi bianchi
      - Lepus capensis - lepre del Capo
      - Lepus flavigularis - lepre dalla gola gialla
      - Lepus insularis - jackrabbit nero
      - Lepus saxatilis - lepre di boscaglia
      - Lepus tibetanus - lepre tibetana
      - Lepus tolai - lepre di Tolai

Non mancano tuttavia controversie sia sull'esatta appartenenza di alcune specie a questo sottogenere piuttosto che ad altri, che sull'accorpamento o meno di altre specie con rango di sottospecie (ad esempio Lepus oiostolus przewalskii e Lepus tibetanus venivano classificate come sottospecie di Lepus tolai, che a sua volta è stata considerata a seconda del periodo come sottospecie di Lepus saxatilis o Lepus capensis, mentre le specie del sottogenere Sabanalagus sono state a più riprese considerate appartenenti a questo sottogenere od addirittura sottospecie di L. saxatilis o L. capensis).

## Biologia
Il sottogenere ha distribuzione assai ampia, spaziando dalla costa atlantica dell'America centro-settentrionale (Lepus californicus, Lepus callotis, Lepus flavigularis, Lepus insularis) ad ampie porzioni del continente africano (Lepus saxatilis e Lepus capensis, quest'ultima diffusa anche in Sardegna), all'Asia centrale (Lepus tibetanus e Lepus tolai).
Si tratta di animali dalle abitudini solitarie e notturne, che durante il giorno riposano ben mimetizzati dal proprio mantello nel folto dei cespugli od in qualche anfratto fra le rocce: in aree non antropizzate o con pochi predatori è tuttavia possibile avvistarli anche durante il giorno. Hanno dieta esclusivamente erbivora.

La stagione riproduttiva coincide in genere con la stagione delle piogge o (nelle aree in cui questa è assente) coi mesi primaverili: la gestazione dura circa un mese e mezzo, al termine del quale vengono dai alla luce 2-3 cuccioli, già ben sviluppati.